# Gerhard von Plettenberg
Gerhard von Plettenberg (* im 15. Jahrhundert; † 1. August 1540) war Domherr in Münster.

## Leben
Gerhard von Plettenberg entstammte dem westfälischen Uradelsgeschlecht von Plettenberg, dessen Name auf den Stammsitz am Fuße des Plattberges nahe der Stadt Plettenberg zurückgeht. Zahlreiche namhafte Persönlichkeiten sind daraus hervorgegangen. Er war der Sohn des Heidenreich von Plettenberg gen. von der Molen und dessen Gemahlin Sophia Schade. Am 16. März 1514 wird Gerhard als Domherr in Münster und Archidiakon zu Bentheim dokumentiert und am 16. August 1515 zusammen mit seinem Bruder Heinrich als Domherr erwähnt. Gerhard war auch Propst zu Kaiserswerth, Archidiakon in Billerbeck und Gildehaus sowie Besitzer der Obedienz Sommersell. An seinem Todestage machte er sein Testament und bedachte seinen Bruder Christoph (Drost zu Schwarzenberg), seine Schwägerin und seine Diener und Mägde.